# یواس‌اس کاپل (ای‌کی-۱۳)
یواس‌اس کاپل (ای‌کی-۱۳) (به انگلیسی: USS Capella (AK-13)) یک کشتی بود که طول آن ۴۰۱ فوت ۰ اینچ (۱۲۲٫۲۲ متر) بود. این کشتی در سال ۱۹۲۱ ساخته شد.